# L'Écho des concierges
 (mai 2017).
Si vous disposez d'ouvrages ou d'articles de référence ou si vous connaissez des sites web de qualité traitant du thème abordé ici, merci de compléter l'article en donnant les références utiles à sa vérifiabilité et en les liant à la section « Notes et références ».
L'Écho des concierges est un journal professionnel distribué sur abonnement uniquement et paru pour la première fois en juillet 1928.

## Historique
Dans le premier numéro, l’Écho des Concierges se définit comme étant un journal corporatif et seul organe officiel du syndicat national des concierges. Cet organe a pour but de renseigner ses sociétaires et ses collègues au moyen d’un compte rendu mensuel des travaux du syndicat national. Ce syndicat est le résultat de la réunion de  la Chambre syndicale des concierges de Paris et du département de la Seine avec des adhérents de la  Chambre syndicale des représentants de la propriété.
Dans l'éditorial de ce premier numéro un large programme de revendication des intérêts des concierges était exposé car la profession avait été jusque-là la parente pauvre des avancées sociales et de la règlementation du droit du travail. Ainsi congés, préavis de licenciement, retraite, et contrat salarial étaient toujours ignorés.
En 1930, le journal fusionne avec La loge parisienne. En  1937, l’Écho encourage chacun de ses adhérents à prendre les 15 jours de congés auxquels ils ont droit avec les nouvelles lois sociales.
Le journal, vendu par abonnement, sert également de bourse d'emploi par ses petites annonces et propose une aide juridique à ses abonnés. Fort du soutien de quelques députés de Paris, il obtient une subvention de la ville et organise différentes manifestations destinées à réunir des fonds pour l'organisation d'une maison de retraite, de colonies de vacances ou d'arbre de Noël pour les enfants.
La Seconde Guerre mondiale met un coup d'arrêt à ces diverses activités et le journal cesse de paraître en 1941. Il reparaît en 1945 mais perd sa subvention. En 1950 il devient indépendant du syndicat national des concierges, en 1956 il fusionne avec Le Bulletin des loges.
Il a pour objectif d’informer les gardiens concierges, les employés d’immeubles et leurs employeurs sur les droits et devoirs respectifs de chacun, l’actualité de la profession et de son environnement. Par ses articles, les gardiens concierges et employés d’immeuble obtiennent des éléments de défense dont ils ont besoin en cas de litige. 
Le journal est très connu dans la profession, la quasi-totalité des employeurs ou représentants (sociétés foncières ou direction immobilières de banques ou assurances, syndics) y sont abonnés et il constitue une référence en matière d'offres et de demandes d'emploi dans le secteur.